# Hans Rott
Hans Rott (Braunhirschengrund, suburbi de Viena, 1 d'agost de 1858 - Viena, 25 de juny de 1884) va ser un compositor i organista austríac.
Company d'estudis de Gustav Mahler i Hugo Wolf i alumne predilecte d'Anton Bruckner, és autor d'un bon grapat d'obres, entre acadèmiques i visionàries. La seva primerenca mort va truncar una prometedora carrera com a compositor, que havia d'aconseguir, fins i tot, el nivell dels seus companys d'estudi. La seva música és poc coneguda en l'actualitat, encara que en el seu temps va ser lloada per músics tan meritoris com Mahler i Bruckner.

## Biografia
La seva mare Maria Rosalia (1840 - 1872, de soltera Lutz) va ser actriu i cantant. El seu pare Carl Mathias Rott (cognom de naixement, Roth, nascut el 1807, casat el 1862) era un actor còmic famós a Viena, que el 1874 va quedar lesionat arran d'un accident a l'escenari, morint dos anys després. Hans va perdre als seus pares sent un estudiant, el que podia haver condicionat els seus estudis al Conservatori de Viena. Afortunadament, la seva habilitat i la necessitat financera van ser reconegudes, i se li va eximir de pagar la quota. Mentre estudiava va compartir breument allotjament amb Gustav Mahler i Rudolf Krzyzanowsky. Va estudiar piano amb L. Landskron i Josef Dachs, harmonia amb Hermann Graedener, contrapunt i composició (igual que Mahler) amb Franz Krenn.
A més, va estudiar orgue amb Anton Bruckner, començant el 1874 i graduant-se amb honors en el 1877. Bruckner va reconèixer a Rott com un molt bon intèrpret de Bach, i fins i tot com un meravellós improvisador (un alt elogi, ja que el mateix Bruckner va ser un gran improvisador). Rott no va trigar a rebre la influència de la música de Richard Wagner, assistint a la primera edició del Festival de Bayreuth el 1876.
Durant aquest temps, Rott va treballar com a organista a l'església pietista Maria Treu de Viena. En el seu últim any d'estudiant, 1878, Rott va presentar el primer moviment de la seva Simfonia en mi major a un concurs de composició. Els membres del jurat -a excepció d'Anton Bruckner- es van burlar del treball. Després d'acabar la simfonia el 1880, Rott la va presentar a Johannes Brahms i a Hans Richter amb la intenció que la interpretessin. Els seus esforços van fallar. A Brahms no li va agradar que Bruckner hagués exercit tanta influència entre els estudiants del Conservatori, i fins i tot va dir a Rott que no tenia cap mena de talent i que havia d'abandonar la música. Lamentablement, Rott mancava de la voluntat interior de Mahler, i mentre que aquest va aconseguir superar molts obstacles al llarg de la seva vida, Rott va ser destruït per la malaltia mental.
Hans Rott va ser internat en un hospital psiquiàtric als 21 anys, el 1881, després de posar en escac als viatgers d'un tren al crit de: "Brahms ha omplert de dinamita el tren!" Malgrat experimentar una breu recuperació, es va enfonsar en una depressió. El seu diagnòstic: «Bogeria al·lucinatòria, mania persecutòria obsessiva». Va morir de tuberculosi el 1883, amb només vint-i-cinc anys. Algunes persones, entre ells Bruckner, van acudir al seu enterrament en el Zentralfriedhof de Viena.

## Obres (selecció)
Hans Rott va deixar enrere un gran nombre de música vocal i instrumental. En el curs de la seva malaltia, va destruir part de la seva obra. Per sobre de tot, és ben coneguda la seva tasca com a compositor simfònic. La seva música instrumental està formada per obres orquestrals, música de cambra i obres per a instruments individuals.
Música de cambra
- Estudi del teixó per a quintet de corda en re major
- Fuga per a quartet de corda en re major
- Pater Noster per a baix o baríton, quartet de corda i contrabaix en sol major
- Moviment de quartet en do major
- Moviment per a quartet de corda en sol major op. I
- Moviment per a quartet de corda en do major op VII
- Quartet de corda en do menor

obres de piano
- Andantino in F-Dur
- Fuge in C-Dur
- Fuge zu 4 Händen in c-Moll
- Idylle in D-Dur
- Menuett in Des-Dur (1875)
- Scherzo in a-Moll
- Szene aus Schillers "Glocke"

obres orquestrals
- Orchestervorspiel in E-Dur (1876)
- Hamlet-Ouvertüre in a-Moll (1876)
- Vorspiel zu "Julius Cäsar" in B-Dur (1877)
- Suite für Orchester in B-Dur (1877)
- Pastorales Vorspiel für Orchester in F-Dur (1877–1880)
- Symphonie Nr. 1 in E-Dur (1878–1880)
- Symphonie Nr. 2 (1880)
- Suite in E-Dur
- Symphonie für Streichorchester in As-Dur (1874–1875, Fragment)
- Symphonie-Finale in F-Dur (1876, Fragment)
- Marsch der Scharwache für Orchester (1876, Fragment)

## Simfonia núm. 1 en mi major
La Simfonia en mi major de Rott, com les seves altres obres a la Biblioteca Nacional d'Àustria des de 1950, es va publicar als anys vuitanta en un arranjament de Paul Banks i es va estrenar el 1989 a Cincinnati, Ohio als EUA per la Cincinnati Philharmonia Orchestra. Es tracta d'una obra d'aspecte modern que anticipa elements de les simfonies de Gustav Mahler i que recorda fortament a Bruckner a través del seu mètode d'orquestració organista (especialment en els moviments exteriors).
La composició va ser composta al mateix temps que la primera versió de la cantata de Mahler Das klagende Lied i nou anys abans de l'estrena de la seva primera simfonia. Mahler va ser el company de Rott a la classe de composició de Krenn; coneixia i valorava l'obra de Rott i –segons els records de Natalie Bauer-Lechner– la va situar de manera conscient i agraïda en el context de la seva pròpia obra. Totes les composicions de Rott són obres pòstumes que van quedar inèdites durant la seva vida. Mentre que Mahler va poder retirar-se o editar els seus estudis o primers treballs quan era gran, Hans Rott no va tenir aquesta oportunitat abans de la recepció posterior.

## Enregistraments
- 1989: Hans Rott – Symphonie E-Dur, Cincinnati Philharmonia Orchestra, Gerhard Samuel, Hyperion CDA 66366; Neuauflage: 2004, Helios CDH 55140
- 1992: Hans Rott – Symphonie E-Dur, Norrköping Symphony Orchestra, Leif Segerstam, BIS CD-563
- 1997: Hans Rott – Symfonie in E, Radio Filharmonisch Orkest, Jac van Steen, ZOC9702
- 2002: Hans Rott – Symphonie E-Dur / Pastorales Vorspiel, Radio-Symphonieorchester Wien, Dennis Russell Davies, cpo 999 854-2
- 2002: Hans Rott – Symphonie in E-Dur, Philharmonia Hungarica, Christoph Campestrini
- 2003: Hans Rott – Symphonie E-Dur, Orchestre National de Montpellier, Friedemann Layer, AT 2001
- 2004: Hans Rott – Symphonie Nr. 1 E-Dur / Orchestervorspiel E-Dur / Ein Vorspiel zu "Julius Cäsar", Münchner Rundfunkorchester, Sebastian Weigle, ARTE NOVA Classics 82876 57748 2
- 2004: Hans Rott – Symphonie Nr. 1 E-Dur, Philharmonisches Orchester des Staatstheaters Mainz, Catherine Rückwardt, acousence ACO-CD20104
- 2005: Hans Rott – Suite in E-Dur / Gustav Mahler – »Titan«, Philharmonisches Orchester Hagen, Antony Hermus, acousence ACO-CD 20305
- 2005: Hans Rott – Symphonie für Streichorchester / Streichquartett c-Moll, Philharmonisches Orchester des Staatstheaters Mainz, Enrico Delamboye, Mainzer Streichquartett, acousence ACO-CD 20205
- 2012: Hans Rott – Sinfonie Nr. 1 in E-Dur, Suite für Orchester in B-Dur, hr-Sinfonieorchester, Paavo Järvi, Rca Red Seal (Sony Music)
- 2014: Hans Rott – Balde ruhest du auch! (Orchesterfassung von Enjott Schneider), Sinfonie in E-Dur, Münchner Symphoniker, Hansjörg Albrecht, Oehms Classics (OC 1803)
- 2016: Hans Rott – Sinfonie Nr. 1 E-Dur, Mozarteumorchester Salzburg, Constantin Trinks (Profil Edition Hänssler, PH15051)
- 2020: Hans Rott – Orchestral works vol.1, Gürzenich-Orchester, Christopher Ward (Capriccio C5408)
- 2021: Hans Rott – Orchestral works vol.2, Gürzenich-Orchester, Christopher Ward (Capriccio C5414)